# Slapovi Šivanasamudra
Slapovi Šivanasamudra so skupina slapov na mejah Malavali, Mandja in Kolegala, Čamaradžanagara, v Karnataki v Indiji na reki Kaveri. Slapovi tvorijo obris med okrožjema Čamaradžanagara in Mandja. Slapovi Bharačuki v Kolegali, visoki 69 metrov, in slapovi Gaganačuki v Malavaliju, visoki 90 metrov, skupaj tvorijo slapove Šivanasamudra.
Slapovi Šivanasamudra so dom ene prvih hidroelektrarn v Aziji, ki je bila postavljena leta 1902. Projekt je zasnoval Dewan Sir. Šešadri Ijer in glavni inženir Sir M. Visvesvaraja.

## Slapovi
Slapovi Šivanasamudra so na reki Kaveri, potem ko je reka našla pot skozi skale in grape Dekanske planote in se spustila preko slapov. Otok Šivanasamudra deli reko na dvojna slapova. Tako nastane četrti največji otok v toku reke. Tukaj je skupina starodavnih templjev in tam je verjetno bila vas.
To je segmentiran slap. Segmentirani slapovi nastanejo, ko se vodni tok razdeli na dva ali več kanalov, preden pade čez pečino, kar ima za posledico več stranskih slapov. Ima povprečno širino 305 metrov, višino 98 m in povprečno prostornino 934 kubičnih metrov na sekundo. Največja zabeležena prostornina je 18.887 kubičnih metrov na sekundo.
Je trajen slap. Čas največjega pretoka je monsunska sezona od julija do oktobra.
Pogosta napačna predstava o teh slapovih je, da se levi segment imenuje Gaganačuki, desni segment pa Bharačuki. V resnici so slapovi Bharačuki nekaj kilometrov jugozahodno od slapov Gaganačuki. To je posledica same reke Kaveri, ki se nekaj kilometrov južneje razcepi na zahodni in vzhodni krak. Zahodna veja povzroči dvojna slapova Gaganačuki, medtem ko vzhodna veja povzroči slapove Bharačuki. Slapove Gaganačuki je najbolje videti s stražnega stolpa Šivanasamudra. Večina slik, ki prikazujejo slapova dvojčka, je posnetih s te lokacije. Obstaja še en pristop do slapov Gaganačuki iz Darga Hazrath Mardane Gaib (Imam Ali). Kljub objavljenim opozorilom ljudje plezajo po skalah in si poskušajo ogledati slapove od zadaj/zgoraj, kar povzroči številne smrtne nesreče. Od mesta Bangalore je oddaljen 139 km.

## Templji
Tempelj Sri Ranganathasvami, ki je tukaj, je zgrajen v dravidskem slogu arhitekture. Sri Ranganathasvami se tukaj imenuje tudi Madja Ranga, ki ga med drugim zelo častijo šri vaišnavski bhakte. Med vsemi tremi Rangami se domneva, da to božanstvo predstavlja mladostno obliko Boga in ga zato radi imenujejo tudi Mohana Ranga in Džaganmohana Ranga. Madja Ranga je starodavni tempelj s čudovitim idolom, a ker je oddaljen ga vidi malo obiskovalcev. Tempelj pogosto ostaja zaprt za obiskovalce, ker lokalni duhovnik ni točen, tempeljska oblast vlade Karnatake pa ni naredila veliko za vzdrževanje in promocijo tega kraja. Tempelj Šivanasamudra je eden od treh templjev boga Ranganathe (Madja Ranga), ki so na naravnih otokih, oblikovanih v reki Kaveri. To so:
- Adi Ranga: tempelj Sri Ranganathasvami v Srirangapatni, Srirangapatna taluk, okrožje Mandja, Karnataka, Indija
- Madja Ranga: tempelj Sri Ranganathasvami v Šivanasamudri, Kollegala taluk, okrožje Čamaradžanagara, Karnataka, Indija
- Antja Ranga: tempelj Sri Ranganathasvami v Srirangamu, Srirangam taluk, okrožje Tiručirapali, Tamil Nadu, Indija

Na treh drugih straneh otoka so še trije templji.
Starodavni tempelj Sri Somešvara je še en znan tempelj tukaj v Šivanasamudri. Adi guru Sri Šankaračarja naj bi obiskal ta kraj in ustanovil Šri čakro. Obstaja nenavadno prepričanje, da je Somešvara Lingam tukaj obstajala veliko pred idolom Ranganantha in da so Saptarši izvajali pojo in častili to Lingo.
Tempelj Šakthi Devathe Vanadurga Devi je 1 kilometer oddaljen od templja Somešvara.

## Hidroelektrarna
Prva indijska hidroelektrarna je ob slapu in še vedno deluje. To postajo je naročil Divan iz Misoreja, Sir K. Sešadri Ijer. Energija, proizvedena tukaj, je bila prvotno uporabljena v Kolar Gold Fields.
Elektrarno lahko obiščete s pridobitvijo posebnega dovoljenja prek Karnataka Power Corporation. Potovanje z britansko zgrajenim dvigalom na vitel je doživetje.

## Promet
Na voljo je več avtobusov od Bangaloreja KR Market in Malavalija do Milega. Priporočljivo je, da se vkrca na Satya Gala Hand Post; razdalja je 2 kilometra.
Veliko trikolesnikov je na voljo med slapovi. V zadnjem času so se v bližini teh slapov pojavila številna okolju prijazna letovišča, kot je Čukimane, ki ponujajo nočitev za popotnike, ki želijo ob slapovih preživeti še en dan.
V Gaganačuki Falls je majhna restavracija, ki jo vodi Karnataka State Tourism Development Corporation.

## Galerija
- Slapovi Bharačuki Šivanasamudra
- Bharačuki
- Slapovi Šivanasamudra
- Šivanasamudra pri Bharačuki
- Slapovi okoli leta 1905
- Mavrica